# Parteniusz (Krasnopiewcew)
Parteniusz, imię świeckie Piotr Iwanowicz Krasnopiewcew (ur. 13 sierpnia?/24 sierpnia 1792 w Simonowie, gubernia tulska, zm. 1855 w Kijowie) – rosyjski święty mnich prawosławny.

## Życiorys
Pochodził z ubogiej rodziny z guberni tulskiej. Jego ojciec służył w miejscowej cerkwi jako lektor i chórzysta, odpowiedzialny także za porządek w świątyni (ros. причетник). Wykształcenie podstawowe uzyskał w szkole duchownej w Tule, po czym kontynuował naukę teologii w miejscowym seminarium duchownym. W 1815, pragnąc wstąpić do monasteru (o życiu mniszym marzył jeszcze w dzieciństwie), zrezygnował z seminarium. Jego rodzice nie zgadzali się jednak z tą decyzją i przekonali go, by przejął zawód po ojcu, jak również znaleźli mu narzeczoną. Chcąc uniknąć wymuszonego ślubu, przyszły duchowny uciekł do Kijowa. Ostatecznie po czterech latach i kilku nieudanych próbach ożenku aranżowanych przez rodziców Pietr Krasnopiewcew w 1819 został posłusznikiem w Ławrze Peczerskiej. Wieczyste śluby mnisze złożył w 1824, otrzymując imię zakonne Pafnucy. W Ławrze pracował przy produkcji prosfor. W tym samym roku został także wyświęcony na hierodiakona.
Mnich Pafnucy w 1830 został wyświęcony na hieromnicha. Coraz więcej czasu poświęcał modlitwie i przepisywaniu tekstów Ojców Kościoła, po kilku latach został także spowiednikiem wspólnoty mnichów Ławry. W 1838 złożył śluby mnisze wielkiej schimy, zmieniając imię na Parteniusz. Od tego czasu zajmował się wyłącznie modlitwą, miał doświadczać objawień. Regularnie odprawiał nabożeństwa, a gdy z powodu choroby nóg nie był już w stanie tego czynić – uczestniczył codziennie w Świętej Liturgii, każdorazowo przystępując do Eucharystii. Zmarł w 1855.

## Kult
Mnich Parteniusz został kanonizowany jako święty Parteniusz Kijowski w 1994 przez Ukraiński Kościół Prawosławny Patriarchatu Moskiewskiego. Jego lokalny kult w 2017 r. rozszerzono na cały Patriarchat Moskiewski.